# Наводнение в Северна Корея (2007)
Наводненията в Северна Корея през август 2007 г. предизвикат големи материални щети и човешки жертви.
Водната стихия поразява много райони в южната част на страната, столицата Пхенян и някои от най-плодородните земеделски площи. Според експерти загубата на обработваемите площи може да предизвика глад сред голяма част от населението.

## История
В началото на август проливни дъждове се изливат над цялата страната. На 15 август севернокорейското правителство обявява, че страната е била силно засегната от наводнения, и отчаяно се нуждае от чуждестранна помощ. Предишната година, отново след наводнение вследствие на пороен дъжд загиват неуточнен брой хора, вероятно над 1000. Този път Пхенян реагира необичайно бързо – в предишните години на бедствия щетите са прикривани възможно най-дълго.
В излъчени кадри на корейската телевизия се виждат граждани на столицата, които газят във вода, достигаща до коленете им, както и други видеоматериали, където огромните централни булеварди на града приличат на реки. Севернокорейското правителство е поканило чуждестранни дипломати, за да видят огромните щети в градовете и селските райони.
Отложени са ежегодните масови игри Ариран, както и срещата на върха между лидерите на двете корейски държави. 
На 31 август Северна Корея обявява, че се възстановява от бедствието благодарение на добрата работа на гражданите и властите. ЖП линиите отново работят, служители от телекомуникация оправят скъсаните кабели. Все още правителството не е споменало за оказаната чуждестранна помощ. Лидърът на Северна Корея Ким Чен Ир благодари на 11 септември на държавните глави на 11 страни за оказаната помощ, но не и на Южна Корея въпреки че тя е изпратила 39,8 млн. долара в подкрепа на бедстващите.

## Жертви
Корейската централна информационна агенция, цитирайки севернокорейския статистически институт съобщава за повече от 300 000 души останали без покрив, над 600 загинали или изчезнали, и хиляди са ранени. Това е първото точно оповестяване на данни от севернокорейска агенция в публичното пространство. Частично или напълно разрушени са над 1000 индустриални и инфраструктурни обекта - фабрики, мини, мостове. Цивилни бригади и военни са се включили в премахването на пораженията от активизирали се свлачища, както и в строежи на диги. На 27 август Бюрото за координация на хуманитарни дейности към ООН оповестява следните данни - най-малко 454 загинали, 156 безследно изчезнали, 4351 ранени и 436 000 засегнати по друг начин вследствие на наводненията. Засегнати са 6 провинции и 92 области. В докладът се посочват и 169 561 като останали без покрив, с 40 463 жилища напълно отнесени от водата, 67 056 частично разрушени и 133 732 потопени домове.

## Земеделски площи
Вследствие на наводненията са потопени или отнесени 11% от оризовите и царевичните насаждения. Свлачищата в Северна Корея са често срещано явление. Липсата на достатъчно обработваеми площи налага изсичането на гори, което прави почвата нестабилна. Предполага се, че 450 000 тона реколта е унищожена, а количеството може да достигне 1 000 000 тона до края на годината.
Според ООН са засегнати 223 381 хектара обработваеми площи, а 20% от оризищата и 15% от царевичните поля са унищожени.

## Помощи
На 17 август Южна Корея съобщава, че ще изпрати на Северна Корея помощи на стойност $7,6 млн., под формата на макарони, мляко на прах, питейна вода, одеяла и лекарства. На 23 август конвой от 34 камиона потегля от Сеул на север. 
След преговори със севернокорейски официални лица базираната в САЩ хуманитарна организация „Корпус на милосърдието“ ще осигури $830 000 помощ под формата на дрехи и лекарства на засегнатите от бедствието семейства. Освен това USAID ще даде на Корпус на милосърдието и още една хуманитарна организация по $50 000 на всяка за да осигурят контейнери за вода, одеяла, палатки и други необходими материали на пострадалите.
Червеният кръст също набира средства защото се опасява от хуманитарна криза.